# 3113-as mellékút (Magyarország)
A 3113-as számú mellékút egy közel 14 kilométer hosszú, négy számjegyű mellékút Pest vármegyében.

## Nyomvonala
A 3112-es útból ágazik ki, annak 9. kilométerénél, Gomba területén, Jókai Mór utca néven, észak felé. A község központjában északnyugatnak fordul és a Rákóczi Ferenc utca nevet veszi fel. 4+300-as kilométerszelvényében, már külterületi szakaszon kiágazik belőle a 31 127-es út, amely Felsőfarkasd településrészre vezet, majd keletnek fordul. A folytatásban aránylag sok irányváltása következik, közben a 7. kilométere után átlép Úri területére. A község központját a 9. kilométere előtt éri el, majd a 9+400-as kilométerszelvényénél kiágazik belőle a település belső útjaként húzódó 31 107-es út. 11. kilométere előtt lép át Sülysápra, ott ér véget, a 31-es főútba csatlakozva, annak 41+300-as kilométerszelvényénél.
Teljes hossza, az országos közutak térképes nyilvántartását szolgáló kira.gov.hu adatbázisa szerint 13,889 méter.

## Története
Az 5+880, illetve 7+810 kilométerszelvényeinél lévő hidak korszerűsítése az 1970-es évek végén történt meg (az engedélyezési eljárásuk 1978 tavaszán indult meg).
Egy 3,500 kilométeres szakaszát (a 4+000 és a 7+500 kilométerszelvények között) 2019 második felében újították fel, a Magyar Falu Program útjavítási pályázatának I. ütemében, Gomba és Úri települések területén.

## Települések az út mentén
- Gomba
- Úri
- Sülysáp